# بيت اللهيدة (بني حشيش)

تعديل مصدري - تعديل

بيت اللهيدة هي إحدى قرى عزلة سعوان بمديرية بني حشيش التابعة لمحافظة صنعاء، بلغ تعداد سكانها 2244 نسمة حسب تعداد اليمن لعام 2004.